# 維奇夫卡
51°49′3″N 26°17′30″E / 51.81750°N 26.29167°E
維奇夫卡（烏克蘭語：Вичівка），是烏克蘭西北部的村莊，隸屬里夫內州的瓦拉什區。該村始建於1553年，面積1.4平方公里，海拔高度151米，2020年人口1,400，人口密度每平方公里1,036.7人。